# IC 4162
IC 4162 ist eine elliptische Galaxie vom Hubble-Typ E im Sternbild Coma Berenices am Nordsternhimmel, die schätzungsweise 865 Millionen Lichtjahre von der Milchstraße entfernt ist.
Das Objekt wurde am 27. Januar 1904 von Max Wolf entdeckt.